# Archonskaja
Archonskaja (ros. Архонская) – stanica w Rosji, w Osetii Północnej, w rejonie prigorodnym. W 2010 liczyła 8149 mieszkańców.